# Comuna Kupciînți, Kozova
Kupciînți (în ucraineană Купчинці) este o comună în raionul Kozova, regiunea Ternopil, Ucraina, formată din satele Drahomanivka și Kupciînți (reședința).

## Demografie
Componența lingvistică a comunei Kupciînți
     Ucraineană (99,92%)
     Alte limbi (0,08%)
Conform recensământului din 2001, majoritatea populației comunei Kupciînți era vorbitoare de ucraineană (99,92%), existând în minoritate și vorbitori de alte limbi.